# Santa Margherita (Santa Margherita Ligure)

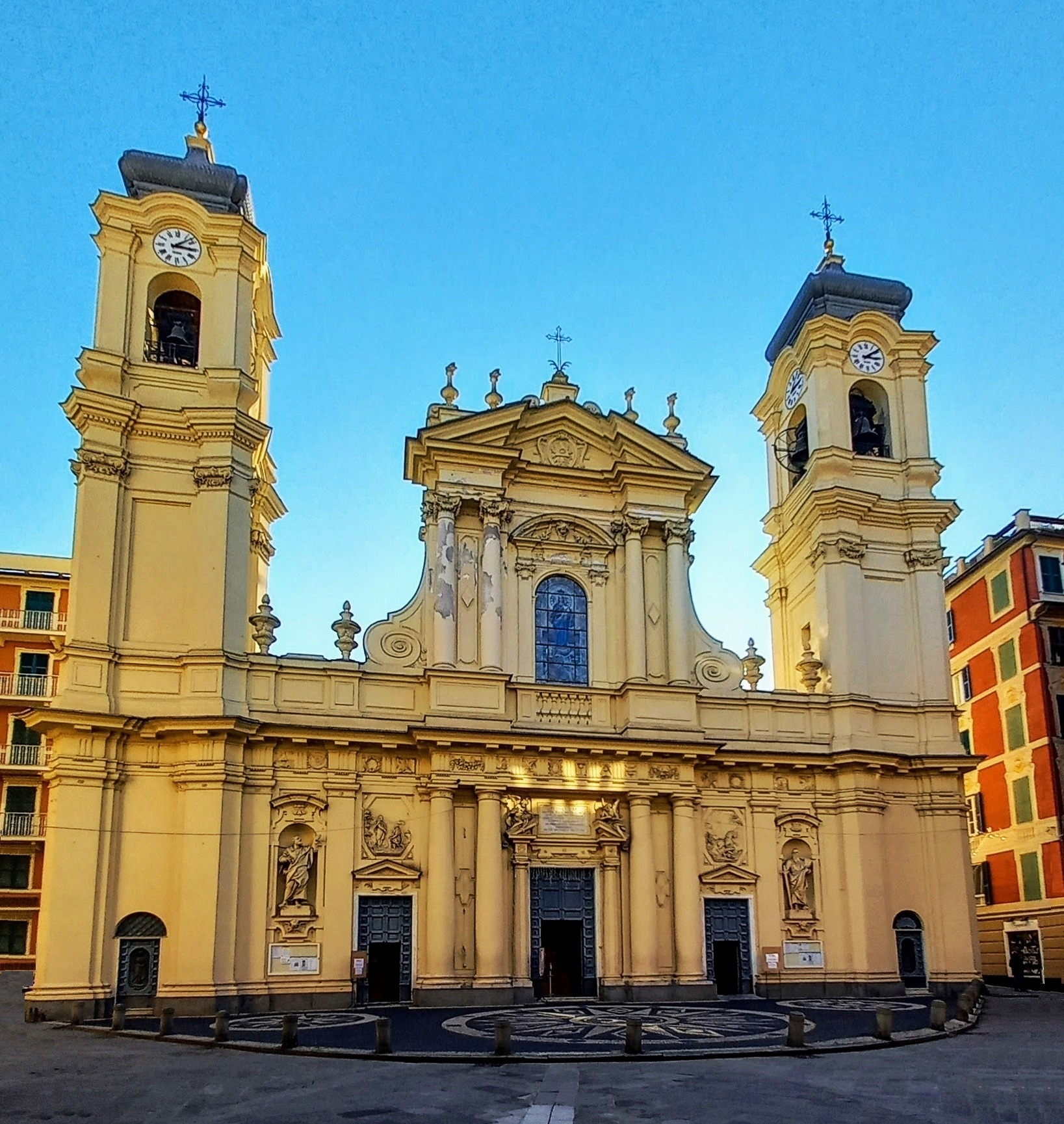
Basilika Santa Margherita

Die Basilika Santa Margherita Vergine e Martire ist eine römisch-katholische Kirche in Santa Margherita Ligure in der italienischen Region Ligurien. Die Pfarrkirche des Bistums Chiavari mit der Bezeichnung als Heiligtum Nostra Signora della Rosa hat den Rang einer Basilica minor. Die Kirche wurde im 17. Jahrhundert im Stil des Barock erbaut.

## Geschichte

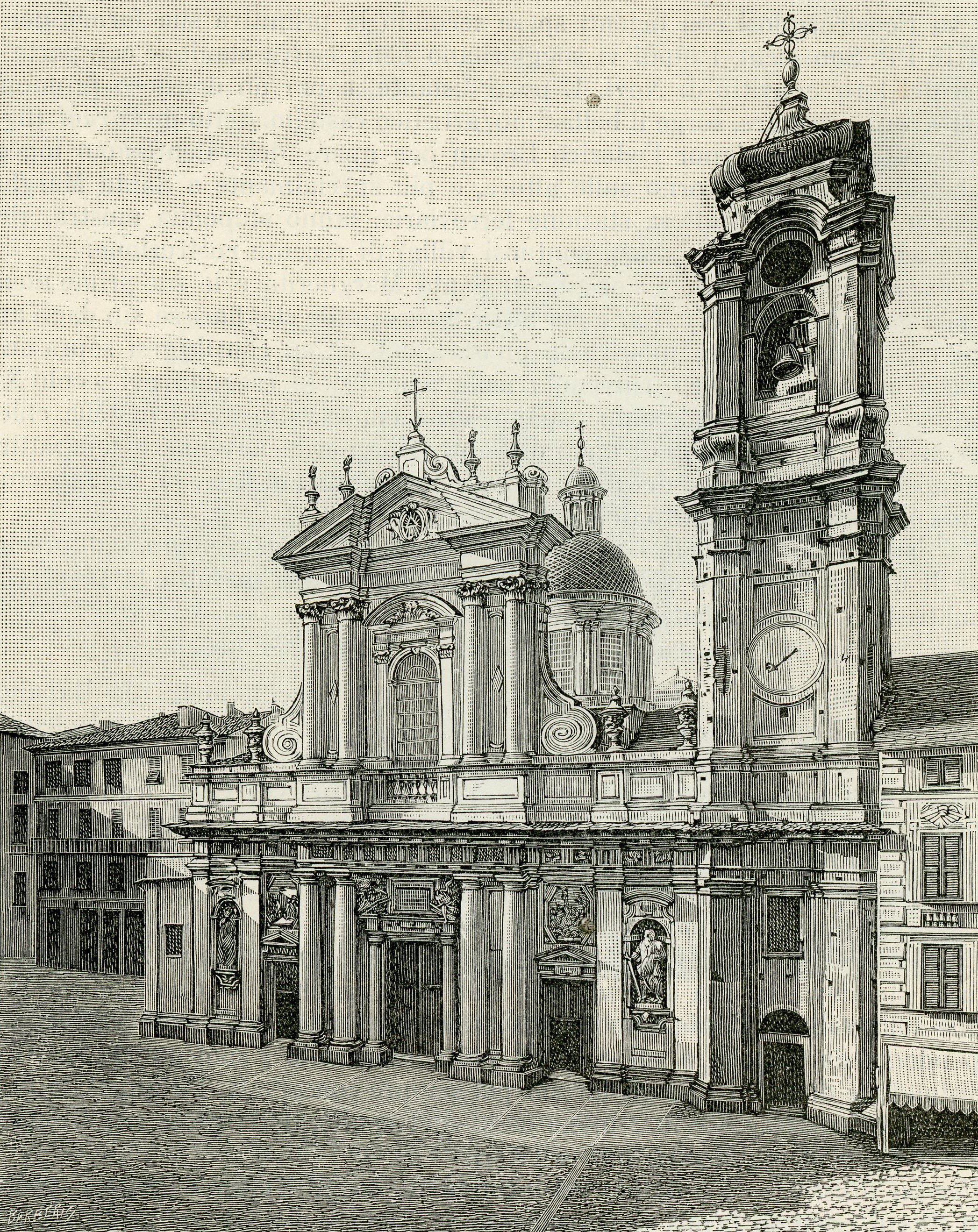
Ansicht von 1892

Der Bau der heutigen Kirche geht auf das Jahr 1658 zurück, als der Grundstein an der Stelle gelegt wurde, an der sich bereits ein Gotteshaus aus dem 13. Jahrhundert befand. 1750 wurde ein neuer Glockenturm auf der rechten Fassadenseite erbaut, der alte steinerne Glockenturm wurde 1786 abgerissen. Auf der linken Fassadenseite wurde der Turm 1920 ergänzt.
Die Kirchweihe erfolgte erst am 23. September 1770 durch den Erzbischof von Genua, Giovanni Lercari, wie eine Marmortafel über dem Hauptportal bezeugt. Die Erhebung in den Rang einer Basilica minor erfolgte 1951 durch Papst Pius XII.

## Marienverehrung
Die Verehrung der Madonna de la Rose wird auf das Mittelalter zurückgeführt, als einige Seefahrer das Marienbildnis in das Dorf Sammarguerite brachten. Die Holzgruppe besteht aus Darstellungen der Jungfrau Maria, dem Jesuskind auf dem linken Arm und einer Rose in der rechten Hand. Eine Reihe von Dokumenten, von denen das erste auf das Jahr 1311 zurückgeht, bezeugen die starke Bindung der Anrainerbevölkerung an dieses Bildnis schon in früheren Zeiten. Im Jahr 1672, zeitgleich mit der Errichtung des neuen Gotteshauses, wurde das Heiligenbild zunächst auf einem Seitenaltar – heute Unserer Lieben Frau vom Rosenkranz gewidmet – und ab dem 25. Februar 1756 in einem Marmortabernakel über dem Hauptaltar aufgestellt, wo es sich noch heute befindet. Dreißig Jahre später, am 25. Juli 1776, fand die Krönungszeremonie statt.

## Architektur

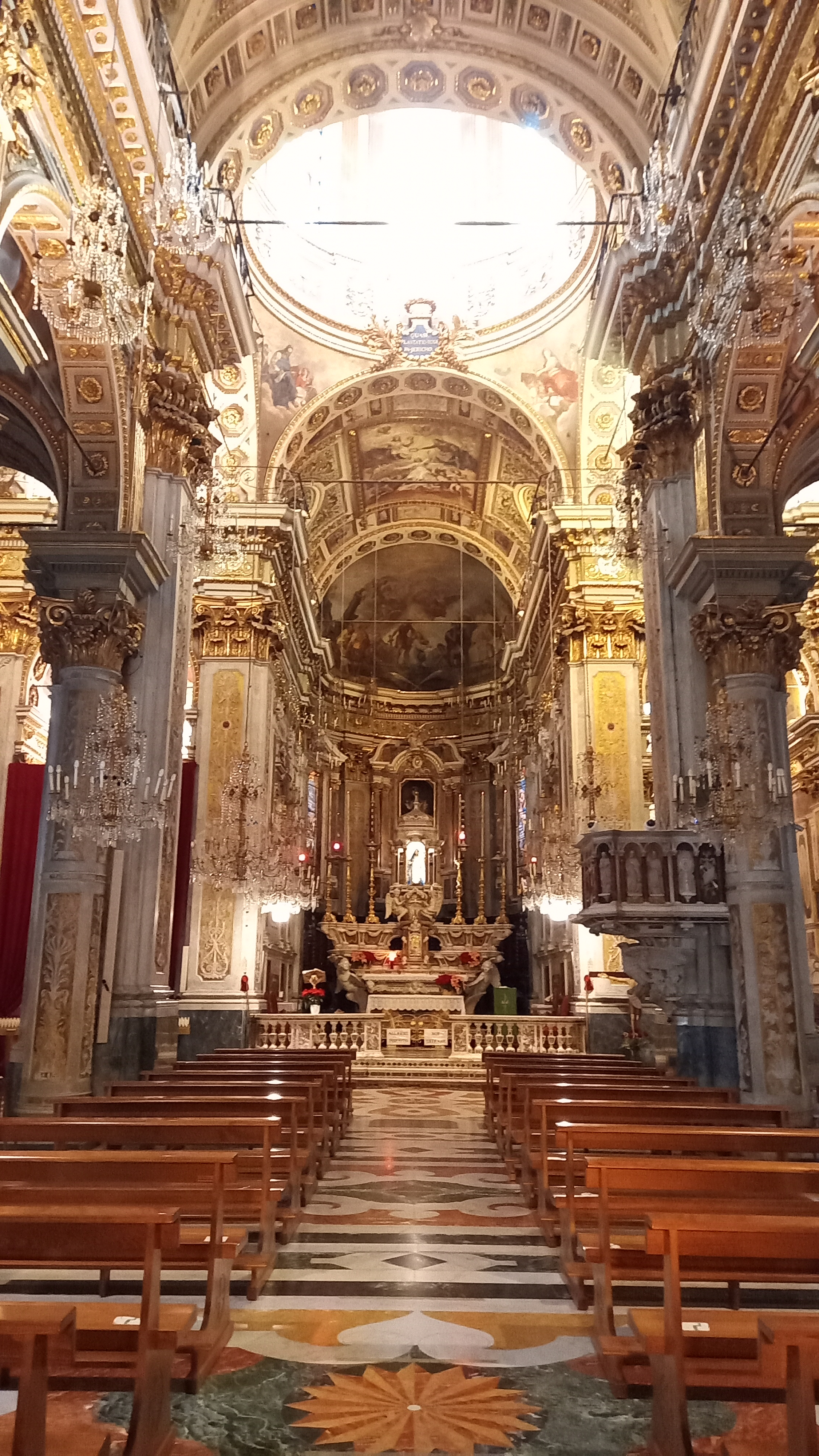
Innenraum

Die Kirche wurde im Barockstil nach einem Entwurf des Architekten Giovanni Battista Ghiso erbaut, der ein Gebäude auf dem Grundriss eines lateinischen Kreuzes entwarf, das durch Säulen in drei Schiffe unterteilt ist und von einer Kuppel gekrönt wird. Die Fassade wurde nach Osten gedreht, wodurch sich die ursprüngliche Ausrichtung der Kirche änderte, deren steinerner Glockenturm jedoch erhalten blieb.
Die Hauptfassade, die von Orsolino selbst überarbeitet wurde, ist dreiteilig mit einer doppelten Anordnung von Säulenpaaren und wird durch die Einfügung von Stuckstatuen der Apostel Petrus und Paulus in der linken bzw. rechten Nische dekoriert. Die Vorderseite ist ebenfalls mit Flachreliefs verziert, die die Berufung des heiligen Petrus in dem achteckigen Spiegel über dem linken Seitenportal darstellen. Der Vorplatz aus schwarzen und weißen Kieselsteinen wurde 1975 in der für Ligurien typischen Risseu-Technik gestaltet.

## Ausstattung

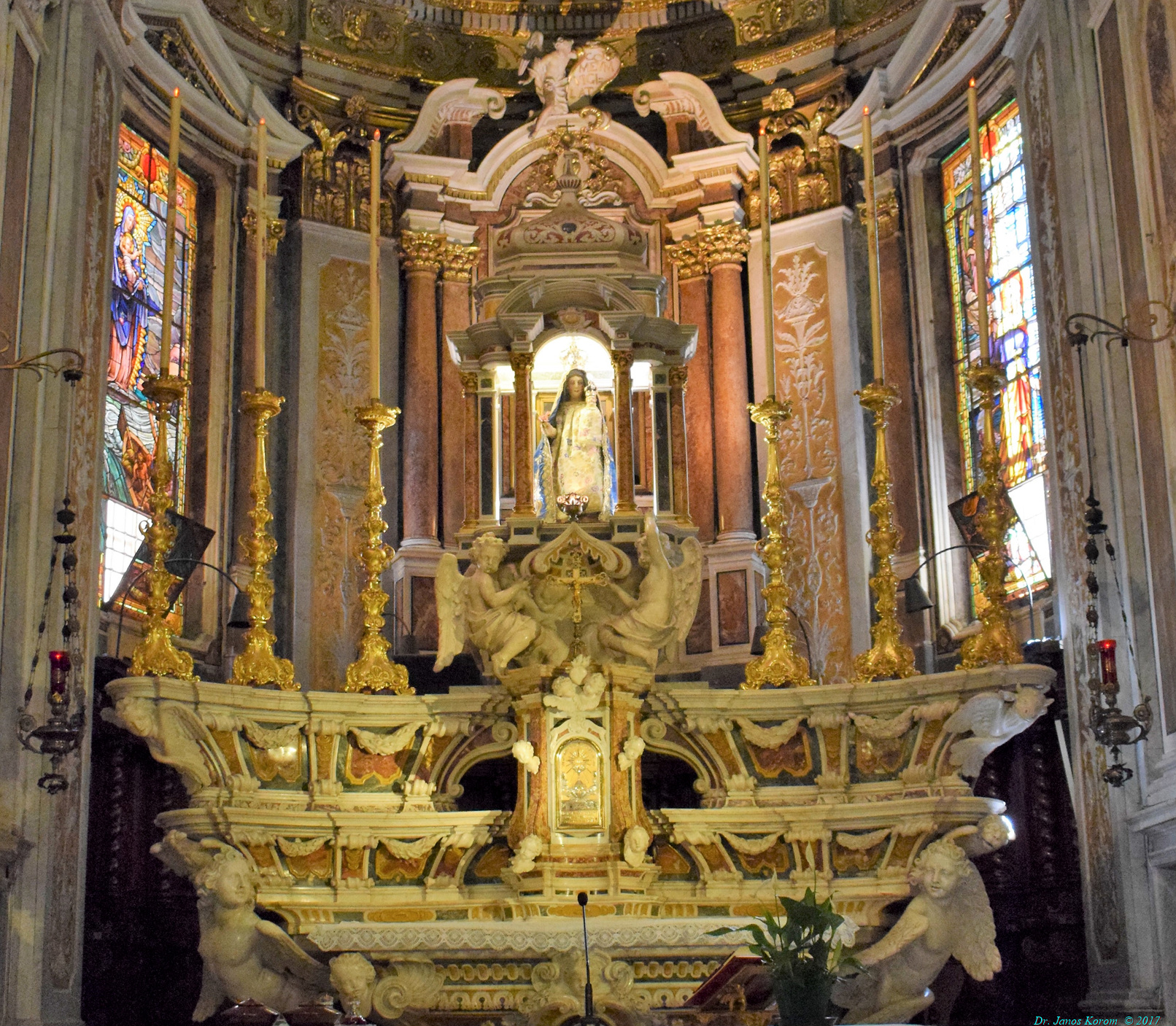
Hauptaltar

Die Stuck- und Freskendekoration der Apsis und des Chorgewölbes sind ein Werk der Turiner Maler G. und Luigi Vacca aus dem Jahr 1826 anlässlich des ersten 50-jährigen Jubiläums der Krönung der Madonna della Rose; die Fresken stellen das Martyrium der hl. Margareta von Antiochia und die Glorie der hl. Margareta dar. Die Gewölbe des Kirchenschiffs und die Querschiffsarme zeigen auf fünf Tafeln die freudigen Geheimnisse, ein Werk des Florentiner Malers Nicolò Cianfranelli: die Geburt, Jesus unter den Tempelherren, die Beschneidung, die Verkündigung und den Besuch der Jungfrau bei der hl. Elisabeth.
Im Jahr 1876, dem hundertsten Jahrestag der Krönung, wurden die Stuckdekoration der Kuppel und die Fresken der Gewölbe der Seitenschiffe in Übereinstimmung mit den Kapellen ausgeführt; darunter wurde die Kapelle von Johannes dem Täufer von dem Genueser Giuseppe Isola mit der Glorie des Vorläufers und der Flucht nach Ägypten freskiert. Auf dem Altar der heiligen Katharina von Alexandrien von 1826 steht ein Bild ihrer mystischen Hochzeit von Valerio Castello.

### Orgel
Die Orgel der Kirche wurde 1964 von der Firma Parodi & Marin gebaut, wobei das klangliche Material des vorherigen Instruments von der Firma Inzoli aus Crema aus dem Jahr 1920 verwendet wurde. Es wurde 1994 von der Firma Fratelli Marin restauriert und vergrößert. Das Instrument mit elektropneumatischer Übertragung verfügt über zwei Manuale mit 61 Tasten und ein Pedal mit 32 Tasten.

### Geläut
Die beiden Glockentürme tragen ein Geläut von 10 Bronzeglocken in B-Dur 2, gegossen 1963 von der Gießerei Enrico Picasso & Figli in Avegno. Die 5 kleinen sind im linken Turm, die 5 großen sind im rechten Turm installiert.